# Enrique González Tuñón
Enrique González Tuñón (Buenos Aires, 10 de marzo de 1901 - Cosquín, provincia de Córdoba (Argentina), 9 de mayo de 1943) fue un escritor, periodista y novelista.

## Biografía
Personaje clave de la bohemia literaria de los años de los grupos Boedo y  Florida, es difícil, encasillarlo en uno u otro grupo. Periodista del diario Crítica colaboró a su vez con publicaciones emblemáticas como Proa y Martín Fierro. Fue aquí en las crónicas policiales de contratapa donde se desarrolló ese estilo, tan particular, que caracterizó la escritura tanto de él como de su compañero Roberto Arlt. Como periodista fue considerado como un verdadero renovador del estilo periodístico nacional, la mayor parte de su obra literaria proviene de sus intervenciones en distintas publicaciones periódicas; fue además guionista de cine (Mañana me suicido, 1942; Pasión imposible, 1943). Escribió tangos (entre los que se cuenta Pa’l cambalache, escrito junto a Rafael Rossi y grabado en 1929 por Carlos Gardel), piezas teatrales, sainetes y folletines.

## Análisis
Su libro más logrado es seguramente Camas desde un peso (1932) que se ubica en el límite intergénero de la novela y el cuento. Allí se relatan los avatares de cinco personajes de dudosa estampa, asiduos visitantes de una no menos dudosa fonda llamada «El puchero misterioso». En general la obra de Enrique González Tuñón ha sido ignorada tanto por la cultura oficial como por los distintos grupos que en su tiempo dominaron la escena de la literatura argentina. Su propio hermano, el poeta Raúl González Tuñón, uno de los grandes poetas del vanguardismo argentino, ha tenido muchas veces que sufrir las mismas críticas. En el caso de Enrique su anarquismo romántico, su bohemia iconoclasta, su prematura muerte, hayan, quizás, contribuido en este hecho. En agosto del 2008 el cantautor argentino José Luis Pascual ha editado un disco musicalizando La calle de los sueños perdidos.

El paciente número uno (Cuento)
 
"Helman se llamaba. Era un suizo y tuvo, como todos los suizos, vocación de relojero. Pero los amigos, según la opinión de sus padres, acabaron por perderlo e hicieron de él un vago sin compostura. Andaba corriendo' la liebre, trampeando aquí y allá, sin domicilio fijo y con hambre de lobo. A cualquier hora que lo invitaran a tomar un café, decía:

-Prefiero un "plesiosaurio".

Llamaba así a unos bifes que parecían el mapa de España y que servían, por poca plata, en el "Puchero Misterioso".

Nunca dejaba de decir al amigo que llegaba:

-Che, ¿pagas un "plesiosaurio"?

Le quedó el nombre de Plesiosaurio.

Cuando dejó de frecuentar nuestra compañía, supusimos que se había marchado a la Patagonia, en busca de un homónimo. Pero no fue así. Lo encontré en el consultorio de un joven médico amigo.

-¡Hola! - le dije-. ¿Qué te ocurre, Plesiosaurio?

-Aquí me tenés.

-¿Estás enfermo?

-¡Qué esperanza! ¿No ves que estoy trabajando?

-¿Trabajando? ¿Y en qué?...

-Habla bajo, por favor... Trabajando de paciente número uno. Soy el cebo, la carnada, el anzuelo, ¿comprendés?... Este es un médico recién recibido. No tiene pacientes. Necesita hacerse cartel. Es un trabajito liviano. Entro a las tres. Tengo que toser un poco en la puerta. Y salgo a las cuatro v media. Así me gano la vida.

(publicado en Leoplán, 9-VI-1937, Enrique González Tuñón)

## Obras publicadas
- Tangos (1926)
- El alma de las cosas inanimadas (1927)
- La rueda del molino mal pintado (1928)
- Apología de un hombre santo (1930)
- Camas desde un peso (1932)
- El tirano (1932)
- La Calle de los Sueños Perdidos, Ed. Littere (1941)